# Saab 90
La Saab 90 est un modèle d'automobile fabriqué par Saab entre 1984 et 1987, en version coupé 2 portes, à 25 378 exemplaires.
Construite en Finlande à Uusikaupunki par Saab-Valmet, actuelle Valmet Automotive, ce coupé a la particularité d'avoir fusionné l'avant de la Saab 99 ainsi que sa planche de bord avec l'arrière de la Saab 900 berline tricorps, sous l'œil professionnel du designer industriel Björn Envall. 
Posée sur des roues de 15 pouces à freins à disque avant et arrière, elle s'anime d'un classique moteur 2,0 litres huit soupapes Saab H à carburateur, développant jusqu'à 100 ch (73 kW) transmis aux roues avant par une boîte manuelle à 4 ou 5 rapports. La conception des sièges de soupape permet d'accepter, dans son réservoir de 63 litres, de l'essence sans plomb.
Confortable, sécurisante, robuste et très fiable, ce véhicule était particulièrement adapté au climat du Nord.

## Saab 90 Lumikko
En 1985 le concessionnaire Saab finlandais Scan-Auto lance la production d'une série spéciale désignée Lumikko, nom finnois pour la fouine des neiges, à la suite du concours organisé par un magazine de compétition automobile. L'objectif était de proposer une voiture de série améliorée à moindre coût. Sans aucune modification du moteur de série, la Lumikko se présentait en robe blanche avec le kit Airflow de Saab (jupes, bas de caisse et aileron arrière), les jantes à trois branches Aero, un kit stéréo amélioré Saab, des sièges chauffants automatiques et le toit ouvrant de la Finlandia. Rétroviseurs et poignées de portes étaient également peintes en blanc. Cette série n'a été produite qu'à exactement dix exemplaires, il n'en reste actuellement que trois en état de fonctionnement, au sein du club Saab finlandais.